# 아이린 수

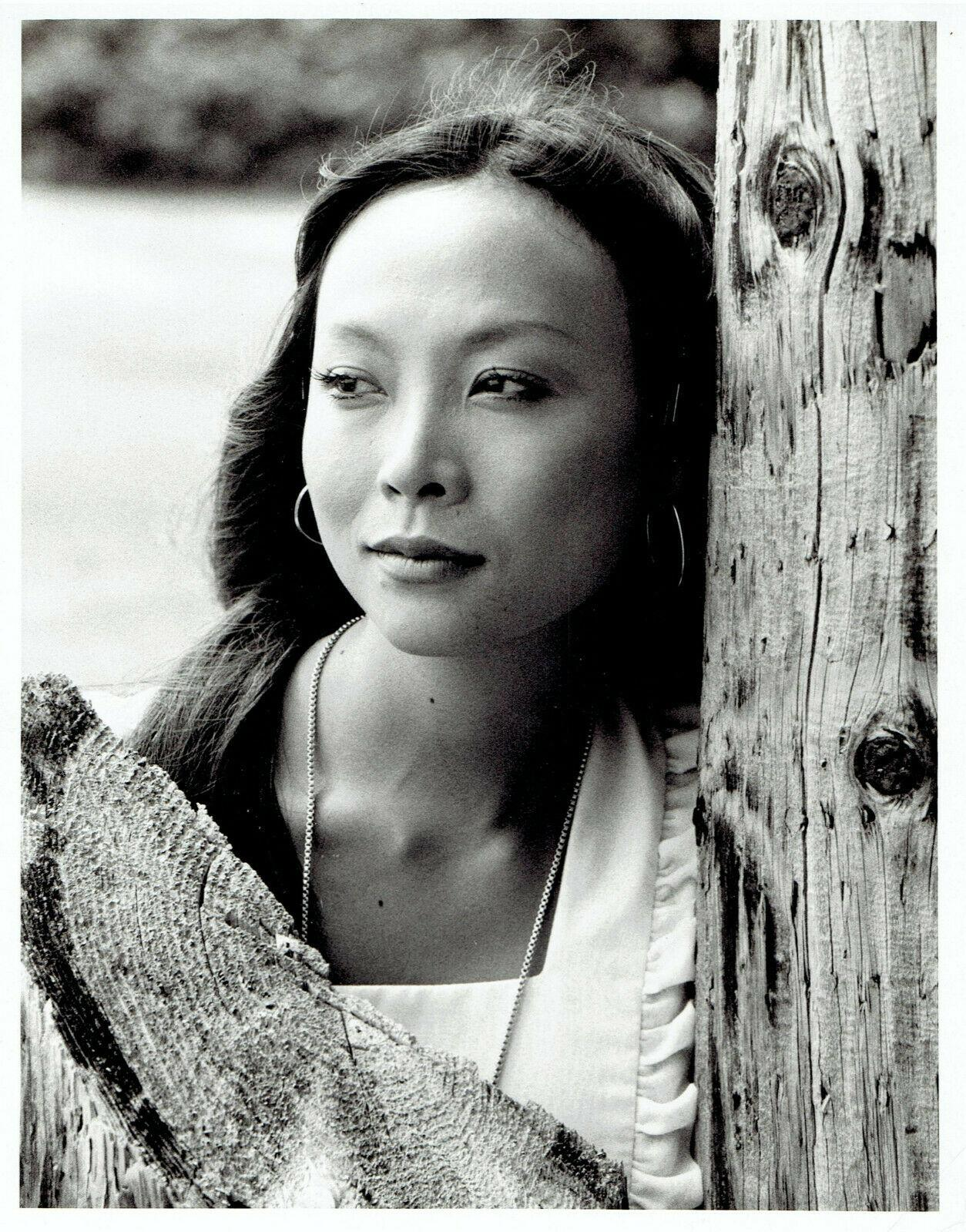

아이린 추(Irene Tsu, 중국어 정체자: 諸慧荷, 간체자: 诸慧荷, 병음: Zhū Huìhé 주후이허[*], 1944년 11월 4일 ~ )는 미국의 배우이다.
상하이시에서 태어났다.

## 출연 작품
- 유 돈 노우 잭: 잭 수 스토리 (2009년)
- 알리바이 (2007년)
- 웨이즈 오브 더 플레쉬 (2006년)
- 첨밀밀 (1996년)
- 위도우 키스 (1994년)
- 스냅드래곤 (1993년)
- 금발의 킬러 (1990년) - 더 카운셀러 역
- 황금의 삼각 지대 (1976년)
- 페이퍼 타이거 (1975년)
- 저지 디 앤드 더 모너스터리 머더 (1974년)
- 쓰리 더 하드 웨이 (1974년)
- 에어포트 75 (1974년)
- 그린 베레 (1968년)
- 0011 나폴레옹 솔로 - 가라데 킬러 (1967년)
- 카프라이스 (1967년)
- 환상의 섬 (1967년)
- 일곱 여인 (1966년)
- 파라다이스 (1966년)
- 하우 투 스터프 어 와일드 비키니 (1965년)
- 언더 더 얌얌 트리 (1963년)
- 테이크 허 쉬스 마인 (1963년)

### 텔레비전
- 첩보원 0011 (1964년)